# Filles de Marie Immaculée
Pour les articles homonymes, voir FMI (homonymie).
Les Filles de Marie Immaculée (en latin : Filiarum Mariae Immaculatae) forment une congrégation religieuse féminine enseignante et hospitalière de droit pontifical. 

## Origines
Dès 1804, à la suite de sa confirmation vécue dans un grand esprit de foi, Adèle de Batz de Trenquelléon fonde avec une amie, Jeanne Diché, la "Petite Société", association dont l'objectif est de soutenir les membres par la prière et par l'exercice des vertus catholiques. Chacune doit aussi s'engager à trouver de nouveaux membres. Ce projet, né de l'ardeur de cette jeune fille de 15 ans seulement, va se développer peu à peu, essentiellement grâce à la correspondance suivie qu'Adèle adresse à chacune. En 1808 cette Petite Société compte 60 membres dont plusieurs prêtres de la région d'Agen.

Cette même année 1808 elle entre en contact avec la congrégation de l'Immaculée, mouvement de laïcs, et surtout de jeunes, fondé en 1800 par le Père Guillaume-Joseph Chaminade (1761-1850) pour rechristianiser la jeunesse de Bordeaux dans la période post-révolutionnaire. Les échanges de correspondance et le contact direct avec l'un ou l'autre membres qui vont en découler vont renforcer encore la Petite Société. L'influence de la Congrégation de Bordeaux va surtout conduire à mettre plus en valeur encore la place de Marie dans leur association.

Dans ce contexte Adèle porte en elle le projet d'une vocation religieuse. Elle s'oriente tout d'abord vers l'Ordre du Carmel puis elle décide de former une petite communauté là où elle se trouve. L'influence du père Chaminade sera alors déterminante. Sans l'avoir encore jamais rencontrée et toujours par courrier il lui propose d'entrer dans le projet qu'il a porté en lui tout au long de ses années de mission bordelaises, depuis le retour de son exil espagnol.
De cet échange fait d'écoute respectueuse, et d'influences mutuelles naît à Agen le 25 mai 1816 la première communauté de ce qui sera les "Filles de Marie". Elles ne sont que cinq mais dès le mois de novembre elles ouvrent une école élémentaire pour les petites filles pauvres.
En 1817 sera fondée à Bordeaux par le père Chaminade "la branche masculine de l'ordre" : la Société de Marie.
 
En 1820 s'ouvre une nouvelle communauté à Tonneins (Lot et Garonne) puis une troisième en 1824 dans le Gers ; la même année est installé un noviciat à Bordeaux. En 1826 ce sera Arbois (Jura).
Le 10 janvier 1828, Adèle de Trenquelléon meurt à Agen, elle n'a que 38 ans. La congrégation continuera à s'étendre peu à peu, devenant de plus en plus internationale, répondant à l'ardent désir de la fondatrice : "Nous devons avoir l'esprit apostolique, faire connaître et aimer notre céleste Epoux. Fût-ce aux extrémités du monde ... nous serions contentes de faire son œuvre".
Mère Saint-Vincent de Labastide (Marie Madeleine Cornier de Labastide) (1789-1856) est nommée vicaire générale de l'Institut puis deuxième supérieure générale (1830-1856). Dès 1828 elle organise une nouvelle fondation en Alsace, le couvent de Rheinackern, sur la commune de Jetterswiller, dans le Bas-Rhin.

## Activités et diffusion
Les sœurs se dédient à l'enseignement, aux soins des malades et des personnes âgées, et à la visite des prisonniers.
La congrégation est présente dans 16 pays :
- Afrique : Côte d'Ivoire, Malawi et Togo.
- Amérique du Nord : États-Unis.
- Amérique du Sud : Argentine, Brésil, Chili, Colombie, Équateur (pays).
- Asie : Corée du Sud, Inde, Japon et Viêt Nam.
- Europe : Espagne, France et Italie.

La maison généralice est à Rome.
En 2017, la congrégation comptait 354 sœurs dans 53 maisons.